# Microstrobos fitzgeraldii
Microstrobos fitzgeraldii là một loài thực vật hạt trần trong họ Thông tre. Loài này được (F.Muell.) J.Garden & L.A.S.Johnson miêu tả khoa học đầu tiên năm 1951.